# Ceratozetes xinjiangensis
Ceratozetes xinjiangensis är en kvalsterart som beskrevs av Wen och Bu 1988. Ceratozetes xinjiangensis ingår i släktet Ceratozetes och familjen Ceratozetidae. Inga underarter finns listade i Catalogue of Life.